# Eleutherodactylus bakeri
Eleutherodactylus bakeri es una especie de anfibio anuro de la familia Eleutherodactylidae.

## Distribución geográfica
Esta especie es endémica de Haití. Habita entre los 890 y 2324 m de altitud en el macizo de la Hotte.

## Descripción
Las hembras miden hasta 35 mm.

## Etimología
Esta especie lleva el nombre en honor a Horace Burrington Baker (1889–1971).

## Publicación original
- Cochran, 1935 : New reptiles and amphibians collected in Haiti by P. J. Darlington. Proceedings of the Boston Society of Natural History, vol. 40, p. 367-376.[5]